# Christel Adelaar
Christine Cornelie Thoma "Christel" Adelaar (ur. 14 lutego 1935 w Semarang; zm. 10 stycznia 2013 w Heemstede) – holenderska piosenkarka oraz aktorka radiowa i telewizyjna, znana z roli Mammaloe w holenderskim serialu telewizyjnym Pipo de Clown.
W 1987 zdiagnozowano u niej raka piersi, lecz przezwyciężyła chorobę. W 2011 zdiagnozowano u niej raka płuc. W 2013 roku zmarła w wyniku tej choroby w wieku 77 lat.